# Micro-région de Csenger
La micro-région de Csenger (en hongrois : csengeri kistérség) est une micro-région statistique hongroise rassemblant plusieurs localités autour de Csenger.